# UK Rampage
UK Rampage è stato un pay-per-view della World Wrestling Federation organizzato tra il 1989 e il 1993.

## Edizioni
| Edizione        | Data            | Città     | Sede            | Main Event                                                |
| --------------- | --------------- | --------- | --------------- | --------------------------------------------------------- |
| 1989 (Dettagli) | 16 ottobre 1989 | Londra    | London Arena    | Hulk Hogan (c) vs. Randy Savage per il WWF Championship   |
| 1991 (Dettagli) | 24 aprile 1991  | Londra    | London Arena    | Hulk Hogan (c) vs. Sgt. Slaughter per il WWF Championship |
| 1992 (Dettagli) | 19 aprile 1992  | Sheffield | Sheffield Arena | The British Bulldog vs. Irwin R. Schyster                 |
| 1993 (Dettagli) | 11 aprile 1993  | Sheffield | Sheffield Arena | Lex Luger vs. Jim Duggan                                  |